# Janot

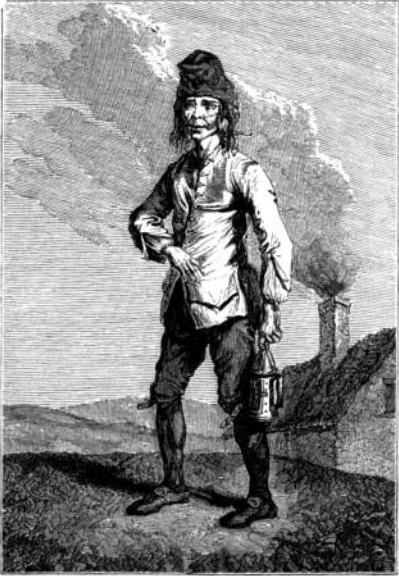
Janot interpretato dall'attore francese Volanges

Janot è un personaggio comico del teatro francese, creato nel 1779 da Dorvigny.

## Caratteristiche
Di fattezze minute, indossa una parrucca e porta con sé una lanterna, che rappresenta la stupidità attraverso le parole. Caratteristico infatti è il suo spostamento delle varie parti di una frase in un discorso. Massimo rappresentante di tale personaggio è stato l'attore Volange (Maurice Francois Rochet).